# اوتین (ناحیه ییهلاوا)
اوتین (به چکی: Otín) یک منطقهٔ مسکونی در جمهوری چک است که در ناحیه ییهلاوا واقع شده‌است. اوتین ۷٫۱۶ کیلومتر مربع مساحت و ۸۳ نفر جمعیت دارد و ۶۲۵ متر بالاتر از سطح دریا واقع شده‌است.